# Polyamid

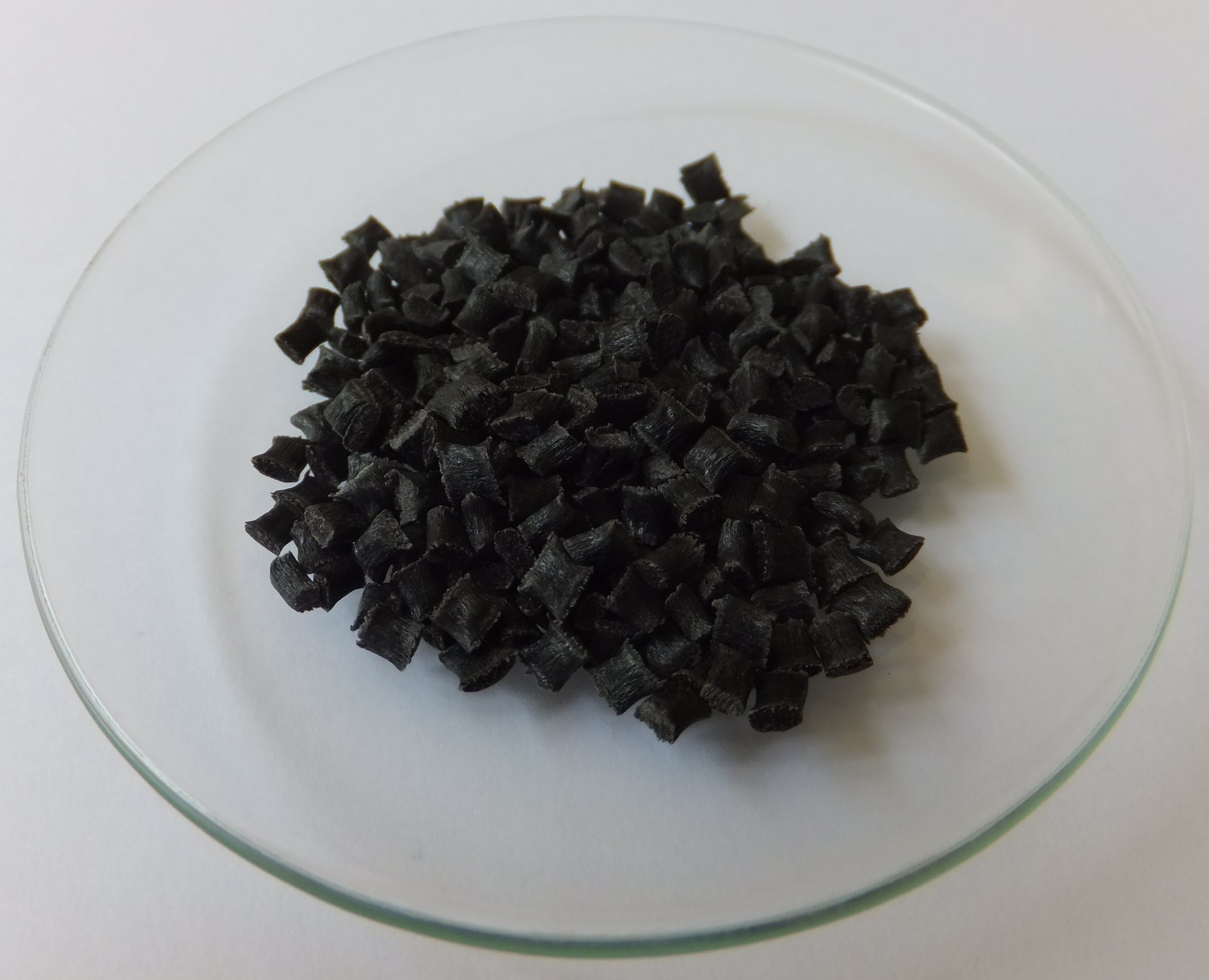
Granulat av polyamid.

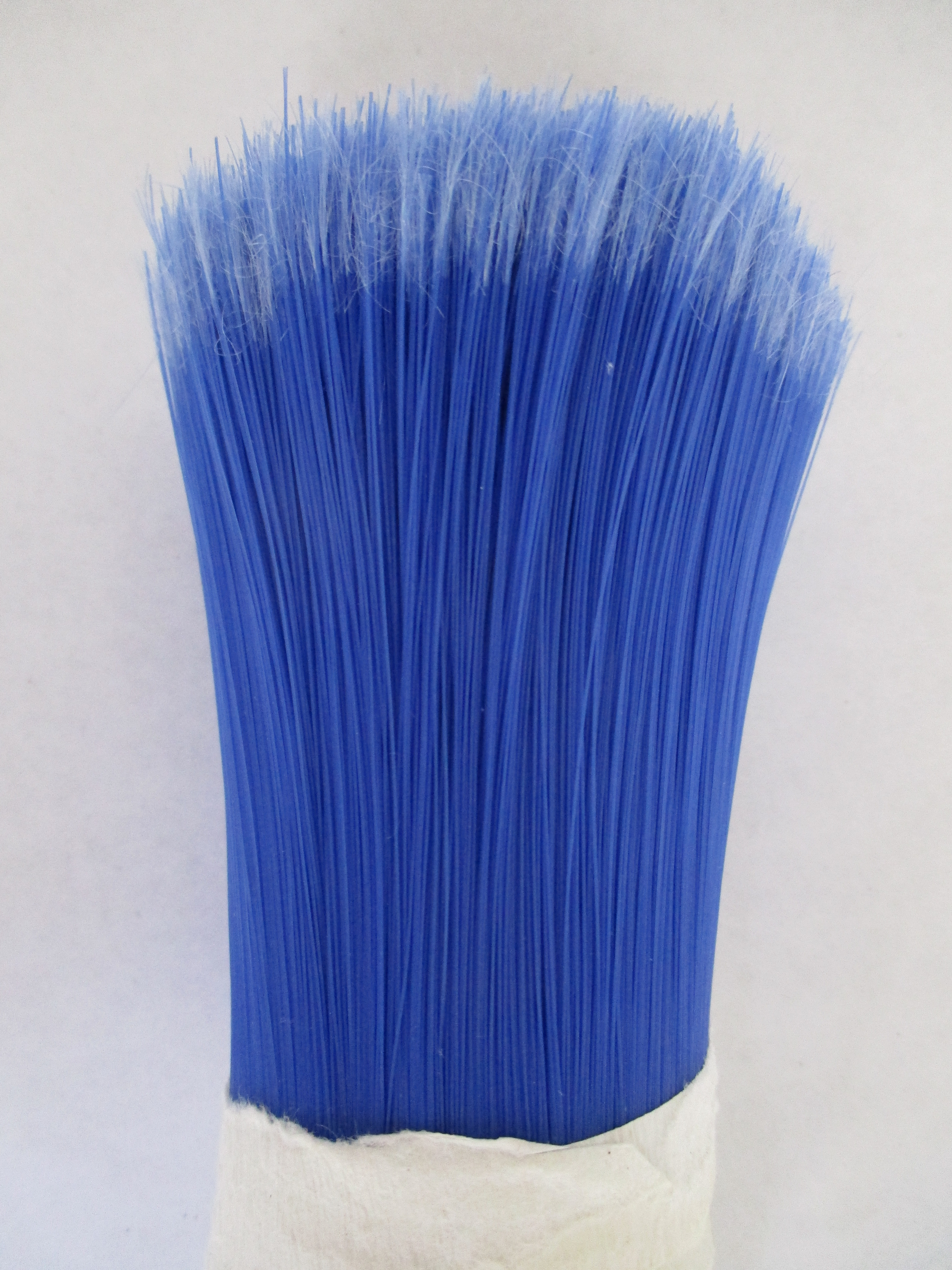
En bunt fibrer av polyamid.

Polyamid är en polymer som innehåller amidgrupper. Polyamider betecknas alternativt amidplaster och förkortas ofta PA. Polyamider kan vara kristallina eller delkristallina termoplaster alternativt amorfa termoplaster. Den delkristallina varianten har en glastemperatur på Tg=35-40°C och en smältpunkt på Tm=180-265°C. Den amorfa varianten har en glastemperatur på Tg=150°C. Polyamid är normalt sett vit men den amorfa är, som så ofta, transparent. 
Den mest kända är nylon som lanserades i slutet av 1930-talet och Kevlar.
Densitet 1100 kg/m3.

## Vanliga användningsområden
- Gjutdetaljer
- Kugghjul
- Skruv
- Kläder
- Hållare till rullningslager (kullager och rullager)